# McLaren MP4-16
La McLaren MP4-16 è una monoposto di Formula 1 costruita dalla casa automobilistica McLaren, per partecipare al Campionato mondiale di Formula 1 2001.

## Tecnica
La vettura impiegava un propulsore Mercedes-Benz FO 110K con la solita configurazione V10 inclinata di 72º e gestito da un cambio sequenziale a sette rapporti, mentre il telaio era in configurazione monoscocca in fibra di carbonio. L'impianto frenante era costituito da quattro freni a disco ventilati.

## Stagione
Alla guida della MP4-16 furono confermati l'ex campione del mondo Mika Häkkinen e David Coulthard. La MP4-16, nei piani della scuderia, doveva rappresentare la monoposto del riscatto capace di riconquistare i titoli mondiali che la Ferrari aveva vinto nella stagione precedente. Häkkinen in particolare, privato del prestigioso numero 1 passato nelle mani di Michael Schumacher, era desideroso di rivincita dopo il combattutissimo 2000. La Mclaren si rivelò però inferiore rispetto alla F2001, pur ottenendo la prima vittoria in Brasile con Coulthard: sfiorò poi la vittoria con Häkkinen in Spagna, il quale vide sfumare il poker sul circuito catalano (sul quale il finlandese aveva trionfato nelle tre precedenti edizioni) a causa di un guasto al motore all'ultimo giro, regalando la vittoria a Schumacher. Un nuovo successo venne ottenuto in Austria, sempre con Coulthard, mentre non poté nulla a Monaco, a fronte di una doppietta Ferrari, e nemmeno in Canada. Häkkinen tornò alla vittoria solo a Silverstone, interrompendo un digiuno personale che durava dal Gran Premio del Belgio 2000. 
L'ultimo successo della monoposto anglo-tedesca avvenne a Indianapolis in quello che fu l'ultima vittoria in carriera per Häkkinen, che annunciò il suo ritiro a fine stagione. In Giappone si concluse la stagione di questa monoposto sconfitta in più occasioni dall'italiana F2001. Al termine della stagione la McLaren si classificò al secondo posto nella classifica costruttori.
| Anno | Vettura | Motore               | Gomme | Piloti          |     |   |     |   |   |     |     |     |   |    |     |     |   |   |     |   |   |  |  |  |  |  |  |  | Punti | Pos. |
| ---- | ------- | -------------------- | ----- | --------------- | --- | - | --- | - | - | --- | --- | --- | - | -- | --- | --- | - | - | --- | - | - |  |  |  |  |  |  |  | ----- | ---- |
| 2001 | MP4-16  | Mercedes-Benz FO110K | B     | Mika Häkkinen   | Rit | 6 | Rit | 4 | 9 | Rit | Rit | 3   | 6 | NP | 1   | Rit | 5 | 4 | Rit | 1 | 4 |  |  |  |  |  |  |  | 102   | 2º   |
| 2001 | MP4-16  | Mercedes-Benz FO110K | B     | David Coulthard | 2   | 3 | 1   | 2 | 5 | 1   | 5   | Rit | 3 | 4  | Rit | Rit | 3 | 2 | Rit | 3 | 3 |  |  |  |  |  |  |  | 102   | 2º   |

| Legenda | 1º posto     | 2º posto | 3º posto    | A punti         | Senza punti/Non class.  | Grassetto – Pole position Corsivo – Giro più veloce |
| Legenda | Squalificato | Ritirato | Non partito | Non qualificato | Solo prove/Terzo pilota | Grassetto – Pole position Corsivo – Giro più veloce |